# Luca Barbarossa
Luca Barbarossa (Roma, 15 aprile 1961) è un cantautore e conduttore televisivo italiano.

## Biografia

### Carriera musicale

#### Gli esordi
Nato a Roma, inizia la gavetta come musicista di strada in piazza Navona, suonando il repertorio folk americano e i classici dei cantautori italiani.
Nel 1980 viene notato da Gianni Ravera, che lo invita a partecipare al Festival di Castrocaro. In quell'occasione Barbarossa presenta il brano Sarà l'età, firmando il suo primo contratto discografico con la Fonit Cetra. Come vincitore di Castrocaro partecipa di diritto al Festival di Sanremo 1981 con Roma spogliata, riscuotendo un buon successo e classificandosi a sorpresa al quarto posto e primo tra i giovani (Luca scrisse questo brano sui banchi di scuola durante l'ora di italiano). A settembre esce il suo primo e omonimo album, Luca Barbarossa, prodotto da Shel Shapiro, dove vanta la partecipazione di Antonello Venditti e da cui viene estratto il singolo Da stasera, che il cantautore romano pubblicizza alla Mostra Internazionale di Musica Leggera di Venezia, senza però riscuotere lo stesso successo del singolo sanremese, mentre a fine anno parte in tournée come spalla di Riccardo Cocciante.
Nel 1982 partecipa al Disco per l'Estate con un nuovo singolo, La strada del sole, prodotto ancora da Shel Shapiro. La canzone, pur entrando in classifica, risente della crisi già in atto alla Fonit Cetra; questo porta Barbarossa a firmare con la CBS che, prima di dargli la fiducia per un album intero, gli fa pubblicare una serie di singoli a 45 giri: Colore nel 1984, Vita nel 1985 e Via Margutta   nel 1986; quest'ultima segna l'inizio della collaborazione con Antonio Coggio e il ritorno a Sanremo. Di nuovo al Festival nel 1987 con Come dentro un film, titolo dell'album che finalmente la CBS accetta di pubblicare; pochi mesi dopo vince Un disco per l'estate a Saint Vincent  con la canzone Roberto, mentre nel settembre dello stesso anno riceve anche il premio come miglior rivelazione nel concorso Vota la voce.

#### Il successo
Nel 1988 la sua popolarità aumenta, con una nuova partecipazione a Sanremo. Sul palco dell'Ariston presenta L'amore rubato, una canzone che tratta senza remore il tema della violenza sessuale e che gli vale il terzo posto in classifica. Barbarossa riceve in diretta televisiva i complimenti da Franca Rame e Dario Fo, che gli inviano un telegramma. Un'altra canzone popolare è Yuppies, satira sugli omonimi giovani rampanti degli anni ottanta, mentre Fiorella Mannoia partecipa alla canzone Quartiere.
Sul finire dell'estate del 1988, dopo aver girato l'Italia in tournée con Paola Turci, Barbarossa si ritrova per la prima volta all'apice del grande successo: l'album Non tutti gli uomini infatti riesce a vendere 350 000 copie. Sempre nello stesso anno rappresenta l'Italia all'Eurovision Song Contest con Ti scrivo (Vivo). Nel 1989 esce l'album Al di là del muro che contiene il singolo omonimo il cui titolo profetico anticipa di pochi mesi l'evento della caduta del muro di Berlino, seppure il brano faccia riferimento alle barriere mentali. Nel disco anche una canzone dedicata a Nelson Mandela, mentre Eros Ramazzotti collabora suonando la chitarra elettrica in Senza panico, canzone su un improbabile esodo apocalittico. Un altro brano da menzionare è Fine di un amore, una tra le canzoni d'amore più intense scritte dal cantautore romano.

#### La vittoria a Sanremo
Nel 1992 passa alla Columbia e partecipa a Sanremo, in cui trionfa con Portami a ballare, brano dedicato a sua madre Annamaria. La canzone raggiunge in classifica le prime posizioni, così come l'album Cuore d'acciaio, prodotto da Roberto Costa. Nel 1993 esce Vivo (titolo ispirato all'omonima canzone del 1988), un album dal vivo che è una raccolta dei suoi brani più famosi, dove regala uno spaccato dell'atmosfera che si respira quando sale sul palco. Nell'estate del 1994 esce con il successo di Cellai solo te canzone sui rapporti di coppia, intrisa di ironia (a cominciare dalla grafia volutamente errata del titolo). Nell'album Le cose da salvare, prodotto da Vincenzo Mancuso, spicca la partecipazione alla chitarra di Francesco De Gregori nella canzone Ho bisogno di te, oltre alle cover di Shower the People (Sciogli l'amore) di James Taylor e La canzone del sole di Lucio Battisti. Il disco contiene una traccia intitolata Cercautore, dove Barbarossa invita gli acquirenti del suo disco a inviare un testo, indicando che avrebbe scelto i testi migliori per proporli durante i suoi concerti. Il testo prescelto e poi inciso fu Onda controvento scritto da Paolo Audino.
Nel 1996 la popolarità cala, firma con la Sony Music e al Festival di Sanremo presenta Il ragazzo con la chitarra, brano di matrice country. Fa seguito l'album Sotto lo stesso cielo, contenente tra le altre Ali di cartone e Sette candele, che tratta delle persecuzioni razziali verso gli ebrei durante il fascismo. Nell'estate del 1999 pubblica Musica e parole, canzone che prende il titolo dell'album, prodotto da Romano Musumarra, pubblicizzato con il singolo Segnali di fumo, cantato in duetto con Tina Arena.

#### Anni 2000
Nel giugno del 2001 esce la sua prima raccolta di successi, Viaggio di ritorno, con i brani inediti Viaggio di ritorno, Zerosei e Nessuno come noi. Nel 2003 partecipa a Sanremo con Fortuna, inserita nel disco omonimo, che vede come ospiti Marco Conidi e Roy Paci; sempre nello stesso anno compone il brano Il canto per Luciano Pavarotti, che il tenore inserisce nel suo album Ti adoro. In qualità di autore, Barbarossa, oltre a Pavarotti, ha scritto per Gianni Morandi, Fiorella Mannoia, Raquel del Rosario, Paola Turci, Tosca, Tina Arena, Alessandro Safina, i Dhamm, e gli Extraliscio. Nel giugno del 2007, dopo 4 anni di silenzio, esce con il singolo Aspettavamo il 2000, anticipazione dell'album Via delle storie infinite, che viene distribuito nell'aprile del 2008. Nel 2009 canta nell'album di Claudio Baglioni Q.P.G.A., nella canzone Mia libertà.
Tra il 2008 e il 2010, è protagonista con l'attore Neri Marcorè di una tournée teatrale intitolata Attenti a quei due, il cui DVD esce il 7 dicembre 2010, mentre nel febbraio del 2011 partecipa al festival sanremese, in coppia con la cantante spagnola Raquel del Rosario, con il brano Fino in fondo; sempre nello stesso mese esce la raccolta Barbarossa Social Club celebrativa dei suoi trent'anni di carriera, che vede la partecipazione di Max Gazzè, Roy Paci, Neri Marcorè, Fiorella Mannoia e Raquel del Rosario.
Nel 2015 pubblica l'album Radio Duets - Musica Libera, una raccolta di duetti eseguiti dal vivo nel suo programma radiofonico Radio 2 Social Club. L'album vede la partecipazione, tra gli altri, di Lucio Dalla, Francesco De Gregori, Giuliano Sangiorgi, Malika Ayane, Fiorella Mannoia.
Il 2018 è l'anno del ritorno al Festival di Sanremo con Passame er sale (con cui vince il "Premio Lunezia per Sanremo") brano apripista dell'album di inediti in dialetto romano Roma è de tutti. L'album contiene le canzoni Madur (morte accidentale di un romano), cantata con Alessandro Mannarino, e Roma è de tutti con Fiorella Mannoia. Seguirà una fortunata tournée teatrale che si concluderà con un concerto alla Cavea dell'Auditorium Parco della Musica di Roma, ospiti della serata Mannarino, Fiorella Mannoia, Anna Foglietta e Ambrogio Sparagna. In seguito a questo concerto l'Auditorium gli assegna una Carta Bianca e la direzione artistica per eventi per la stagione 2018-2019. Nel 2020 durante la pandemia esce con il singolo Non è inutile.

### Altre esperienze

#### Teatro

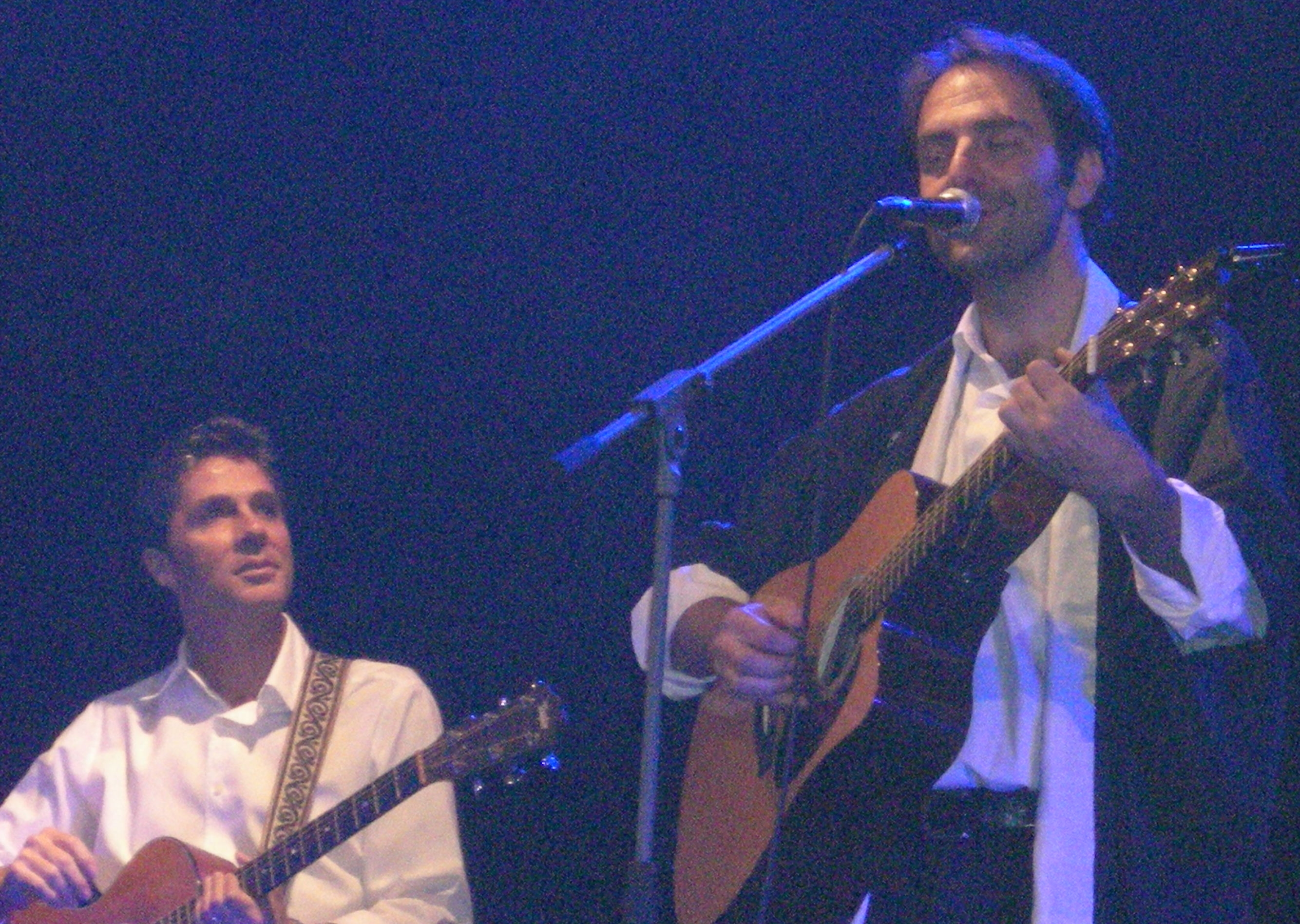
Barbarossa e Neri Marcorè nello spettacolo Attenti a quei due, Teatro Colosseo di Torino, 1º dicembre 2009

Tra il 2008 e il 2010 è protagonista dello spettacolo teatrale intitolato Attenti a quei due (il titolo è ispirato alla serie televisiva omonima), con l'attore Neri Marcorè.

#### Radio
Dal gennaio del 2010 è il conduttore di Radio 2 Social Club, programma di Rai Radio 2 in onda dapprima nel weekend e, dal 2015, giornalmente; in questo show radiofonico, ambientato in un immaginario locale dove si chiacchiera, si gioca e si fa musica, Barbarossa è affiancato nel corso degli anni da Virginia Raffaele, Paola Minaccioni, Lucia Ocone e Andrea Perroni. Riceve il premio come miglior programma radio in occasione dei Premi Flaiano 2020.

#### Televisione
Il 9 maggio 2012 debutta in televisione, a fianco di Max Giusti, come conduttore del programma Super Club su Rai 2. Nel maggio del 2014 conduce, assieme a Sandrine Testud, la trasmissione Happy Hour sull'emittente SuperTennis, seguendo giornalmente gli Internazionali d'Italia.
Il 17 e 18 dicembre 2015 conduce assieme a Gloria Guida, in prima serata su Rai 3, la trasmissione Il mondo a 45 giri.
Nel 2016 viene riconfermato da Rai 3, questa volta come conduttore del Concerto del Primo Maggio. Poche settimane più tardi, il 18 maggio, si cimenta per la prima volta come telecronista sportivo, a fianco di Bruno Pizzul in occasione della Partita del cuore.

#### Cinema
Nel 2024 prende parte al film Diamanti di Ferzan Ozpetek.

#### Libri
In occasione del suo sessantesimo compleanno, il 13 aprile 2021, ha pubblicato per Mondadori il romanzo autobiografico dal titolo Non perderti niente. Con questa prima opera letteraria, Barbarossa ripercorre il proprio vissuto in forma narrativa e senza seguire un ordine cronologico.

## Vita privata
Sposato con Ingrid Salvat dal 1999, è padre di tre figli: Valerio, Flavio e Margot.
Ha due sorelle, Susanna e Veronica, e due fratelli, Lorenzo e il regista e scrittore Cristiano Barbarossa.

## Curiosità
È il capocannoniere della Nazionale cantanti, con cui ha segnato 221 gol in 259 partite giocate.
In passato è stato un istruttore di tennis.
Nel 2001 scrive la prefazione del libro di Roberto Goracci A est dell'Avana.
Nel maggio 2017 tiene un concerto in ricordo di Marco Pannella presso il carcere di Rebibbia di Roma, organizzato dal Partito Radicale.

## Televisione
- La notte vola (Canale 5, 2001) Concorrente
- Super Club (Rai 2, 2012)
- Happy Hour (SuperTennis, 2014)
- Il mondo a 45 giri (Rai 3, 2015)
- Concerto del Primo Maggio (Rai 3, 2016)
- La partita del cuore (Rai 1, 2016)
- Ecco Sanremo Giovani (Rai 1, 2018)
- Sanremo Giovani (Rai 1, 2018, 2020) Giurato
- Radio 2 Social Club (Rai 2, dal 2019)
- AmaSanremo (Rai 1, 2020) Giurato
- Premio Marisa Bellisario (Rai 1, 2024)

## Discografia

### Album in studio
- 1981 – Luca Barbarossa
- 1987 – Come dentro un film
- 1988 – Non tutti gli uomini
- 1989 – Al di là del muro
- 1992 – Cuore d'acciaio
- 1994 – Le cose da salvare
- 1996 – Sotto lo stesso cielo
- 1999 – Musica e parole
- 2003 – Fortuna
- 2008 – Via delle storie infinite
- 2018 – Roma è de tutti
- 2023 -  La verità sull'amore

### Album dal vivo
- 1993 – Vivo
- 2015 – Radio Duets - Musica Libera
- 2024 - Torino Mon Amour

### Raccolte
- 2001 – Viaggio di ritorno
- 2011 – Barbarossa Social Club

### Singoli
- 1981 – Roma spogliata/Se il letto mio volasse
- 1981 – Da stasera/La vita vista da un aereo
- 1982 – La strada del sole/Se potesse parlare la mia chitarra
- 1984 – Colore/Belle le tue labbra
- 1985 – Vita
- 1986 – Via Margutta/Ognuno di noi
- 1987 – Come dentro un film/Buonanotte
- 1988 – L'amore rubato/Vivo
- 1988 – Yuppies/Da grande
- 1989 – Al di là del muro/Sarò qualcuno
- 1992 – Portami a ballare/Ho fatto l'eroe
- 1994 – Cellai solo te/La canzone del sole
- 1996 – Il ragazzo con la chitarra/Union maid
- 1999 – Musica e parole/Ali di cartone (new version)/Musica e parole (instrumental)/Ali di cartone (instrumental)
- 1999 – Segnali di fumo (duetto con Tina Arena)/Foglia su foglia/Musica e parole (album version)
- 2001 – Viaggio di ritorno/Stella segreta/Youppies 2001/Mandela 2001
- 2003 – Fortuna/Al lupo al lupo/Fortuna (instrumental)
- 2007 – Aspettavamo il 2000
- 2011 – Fino in fondo
- 2018 – Passame er sale
- 2020 – Non è inutile

### Singoli pubblicati all'estero
- 1985 – Let It Be/Con i jeans e gli stivali (Melodia) pubblicato solo in Russia